# Phimophis vittatus
Phimophis vittatus är en ormart som beskrevs av Boulenger 1896. Phimophis vittatus ingår i släktet Phimophis och familjen snokar. Inga underarter finns listade i Catalogue of Life.
Denna orm förekommer i södra Paraguay och norra Argentina. Den lever i savannlandskapet Gran Chaco med torra trädgrupper, savanner och buskskogar. Individerna gräver i lövskiktet och i det översta jordlagret. De har ödlor som föda. Honor lägger ägg.
För beståndet är inga hot kända. Hela populationen anses vara stabil. IUCN listar arten som livskraftig (LC).